# Panama i olympiska sommarspelen 1964
Panama deltog med 10 deltagare vid de olympiska sommarspelen 1964 i Tokyo. Ingen av landets deltagare erövrade någon medalj.